# ألبرت كامبل
ألبرت كامبل (بالإنجليزية: Albert Campbell)‏ (4 يناير 1938 ببلفاست في المملكة المتحدة - ) هو لاعب كرة قدم بريطاني في مركز الدفاع. شارك مع منتخب أيرلندا الشمالية لكرة القدم. أما مع النوادي، فقد لعب مع نادي كروسيدرز.

## وصلات خارجية
- ألبرت كامبل على موقع قاعدة بيانات كرة القدم.إي يو (الإنجليزية)